# Фердинанд IV на лов за лиски в езерото Фузаро
„Фердинанд IV на лов за лиски в езерото Фузаро“ (на италиански: Ferdinando IV a caccia di folaghe sul lago di Fusaro) е картина на германския художник Якоб Филип Хакерт от 1783 г. Картината (219 х 141 см) е изложена в Зала 43 на Национален музей „Каподимонте“, Неапол, Италия. Използвана е техниката на маслени бои върху платно. 

## История
През 1783 г. художникът е нает от Фердинанд I, крал на от Двете Сицилии, да украси  с цикъл картини, изобразяващ Четирите годишни времена, кръглата зала на втория етаж на ловната му хижа. Хижата е проектирана от Луиджи Ванвители и е завършена от сина му Карло Ванвители на езерото Фузаро (Баколи). По време на събитията в Неапол през 1799 г. (Неаполитанската република) картините са унищожени. В наши дни на тяхното място са поставени копия. Якоб Филип Хакерт се възползва от възможността да изобрази ловната дружина на краля на езерото. Днес картината се намира в Зала 43 в Кралския апартамент на Двореца и музей Каподимонте в Неапол.

## Описание
Картината на Хакерт изглежда чисто документална, без да е налице намерение за възхвала. Би могло следователно да се заключи, че тя е обективна и вярна на сцената, която художникът наблюдава в този момент, т.е. ловен излет, обикновено провеждан през месец ноември, в който учстват кралят и неговият двор. На преден план се вижда огромно дърво, под чиято сянката са спрели хора от простолюдието, за да наблюдават лова. Основното действие се извършва в огледалните води на езерото, където вдясно се забелязва изобразената в абсолютно точен вид ловна хижа на краля (в наши дни тя е отворена за посещения и служи като туристическа атракция). В центъра на езерото се виждат характерни лодки с едно гребло, разположени в полукръг с намерението да се свият, като накарат кацналите върху водата лиски да отлетят и по този начин да предложат по-лесна цел за ловците. Трябва да се отбележи, че суверенът се слива с останалата част от ловците, което подчертава документалното предназначение на платното.